# 福尔泰圭里塔
43°18′59″N 11°19′48″E / 43.316369°N 11.329913°E

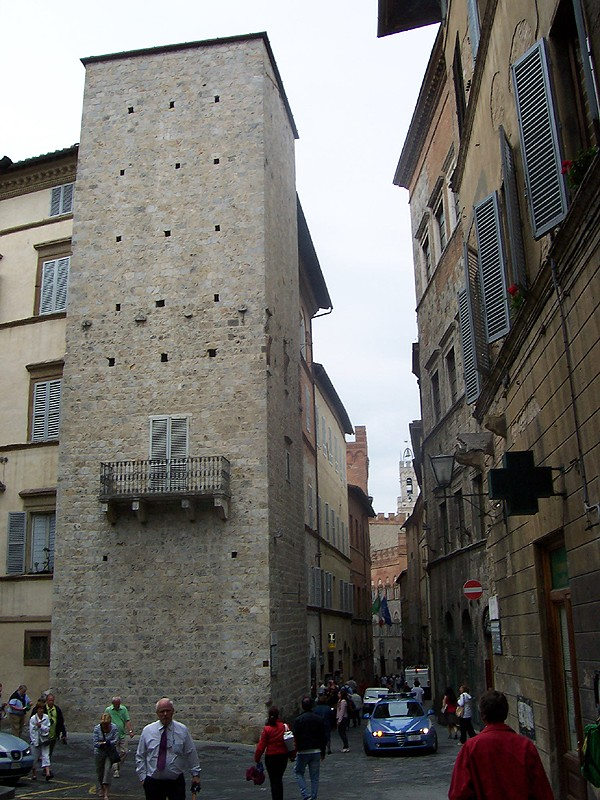
福尔泰圭里塔

福尔泰圭里塔（Torre dei Forteguerri）是锡耶纳的一座古塔，位于城市街与后门广场（piazza di Postierla）之间的夹角。 
该塔表面为石砌，每隔一段距离设有脚手架洞，不设门，只有两个窗户，其中之一设有阳台。这样的结构是为了适应军事职能，原来属于古罗马第一道城墙上的奥里亚门，在中世纪成为第二道城门，即“后门”（Postierla）。
在古代，该塔控制通往博尔盖西宫前面的一个桥梁。